# Wielingen (passage)
Pour les articles homonymes, voir Wielingen.
 (novembre 2023).
Si vous disposez d'ouvrages ou d'articles de référence ou si vous connaissez des sites web de qualité traitant du thème abordé ici, merci de compléter l'article en donnant les références utiles à sa vérifiabilité et en les liant à la section « Notes et références ».

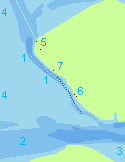
Carte du bout de l'estuaire de l'Escaut, avec le passage Wielingen en numéro 2.

Le Wielingen est un passage navigable à la sortie de l'estuaire de l'Escaut pour aller vers la mer du Nord. Il sépare les bancs de sable appelés bancs flamands.
Le passage a donné son nom à une frégate de la marine belge, le Wielingen, ainsi qu'à sa classe.